# Hodagatta, Mandya
Hodagatta là một làng thuộc tehsil Mandya, huyện Mandya, bang Karnataka, Ấn Độ.